# Allancastria
Allancastria é gênero de borboletas Papilionidae do Paleoártico na subfamília Parnassiinae. Cinco espécies são conhecidas.

## Espécies
| Nome binomial e autor                                | Nome comum |
| ---------------------------------------------------- | ---------- |
| Allancastria louristana (Lederer, 1864)              |            |
| Allancastria deyrollei (Godart, 1824)                |            |
| Allancastria cretica (Rebel, 1904)                   |            |
| Allancastria cerisyi (Oberthür, 1869)                |            |
| Allancastria caucasica (Le Cerf, 1908)               |            |
| Allancastria polyxena (Denis & Schiffermüller, 1775) |            |
| Allancastria rumina (Linnaeus, 1758)                 |            |